# ليتل ميس جيك
ليتل ميس جيك هي حملة تهدف إلى إلهام الشابات للنظر في وظائف في مجال التكنولوجيا وصناعة ألعاب الفيديو. إن ليتل ميس جيك هي الشركة غير الربحية التابعة لـ ليدي جيك، وهي وكالة تقوم على الحملات التي تهدف إلى جعل التكنولوجيا أكثر سهولة و جاذبية للنساء.

## التاريخ
تم إطلاق الحملة في 3 أكتوبر 2012 في متجر أبل في شارع ريجنت بواسطة بيليندا بارمار وفريقها في ليدي جيك.
وقد تلقت حملة ليتل ميس جيكس تغطية في بي بي سي، وايرد، مترو، زاجارديان، زا ايندبندنت، كمبيوتر ويكلى.